# Sächsische Filztuchfabrik Rodewisch
Die Sächsische Filztuchfabrik F. L. Wolff & Söhne Rodewisch war ein industrieller Großbetrieb in Rodewisch, der die mit 23 Metern Arbeitsbreite weltweit größten Webstühle besaß. Das große Hauptgebäude verfügte zudem über den ersten Stahlbetonhochbau Sachsens. Der Betrieb existiert – nach einigen Fusionen und Standortänderungen – in anderer Form im benachbarten Lengenfeld noch heute. 

## Geschichte

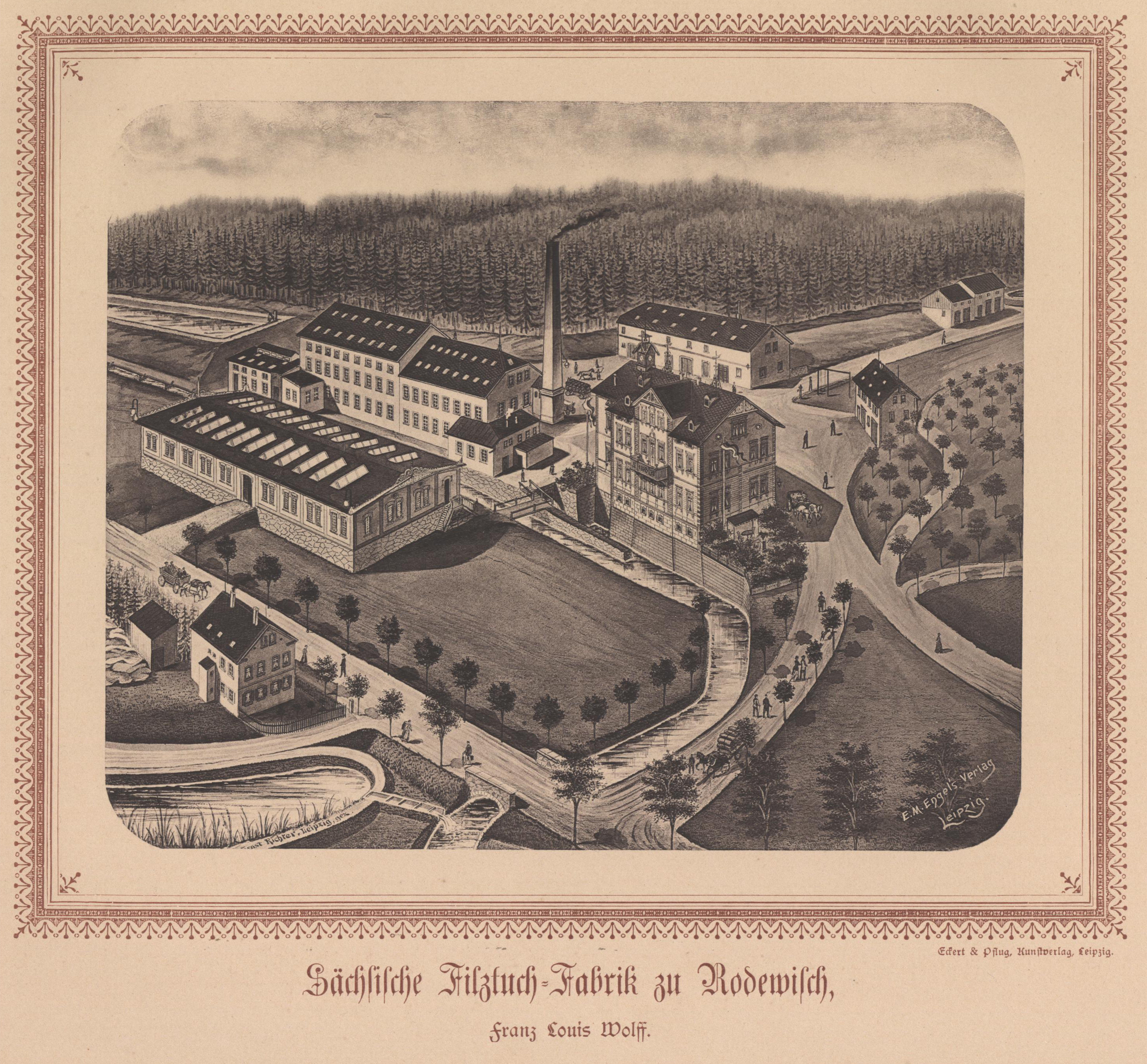
Das Betriebsgelände am Wernesbach (1892)
Später wurde das Gelände um ein markantes Gebäude mit zwei Türmen erweitert. Der gesamte Komplex wurde 2009 abgetragen.

Die Filztuchfabrik in Rodewisch war eine der größten Fabriken in Rodewisch. Gegründet wurde das Unternehmen einer Quelle zufolge 1868 von Franz Louis Wolff. Die heutige Firma gibt als Gründungsdatum hingegen den 20. Mai 1874 an. Es war damit, abgesehen vom Messingwerk Niederauerbach, zugleich eine der ältesten industriellen Ansiedlungen in Rodewisch. Das Betriebsgelände befand sich damals an der Wernesgrüner Straße in Rodewisch, direkt am Abzweig nach Wiedenberg. Die Filztuchproduktion gewann in der zweiten Hälfte des 19. Jahrhunderts im Zuge des Aufschwungs der Papierherstellung an Bedeutung und ermöglichte, neben gewissenhafter Betriebsführung, den Ausbau des Betriebs. Es war eine der führenden Filztuchfabriken im Königreich Sachsen. Am 2. August 1901 erhielt die Firma ein Reichspatent für „Trockenfilz für Pappen- und Papiermaschinen“. 1903 war die Filztuchfabrik Standort der größten Webstühle Europas. Die Informationstafel am ehemaligen Betriebsgelände berichtet gar von den weltgrößten Webstühlen mit 23 Metern Arbeitsbreite. Am selben Ort ist auch genannt, dass der Betrieb über das sachsenweit erste Gebäude mit Stahlbetonhochbau verfügte. 

Kurz nach Ende des Kaiserreiches, am 27. Februar 1919, folgte die Umbenennung in „Sächsische Filztuchfabrik GmbH“. Im Zuge der Verstaatlichungen in der DDR ging die Filztuch Rodewisch 1951 im VEB „Vereinigte Vogtländische Filztuchfabriken“ auf und gehörte später den VEB „Filz- und Filtertuche Lengenfeld im Vogtland“ (1953) und VEB „Filz- und Filtertuche Rodewisch“ (1956), bzw. dem „VEB Technische Textilien Meerane, Werk 6“ (1972) an. 

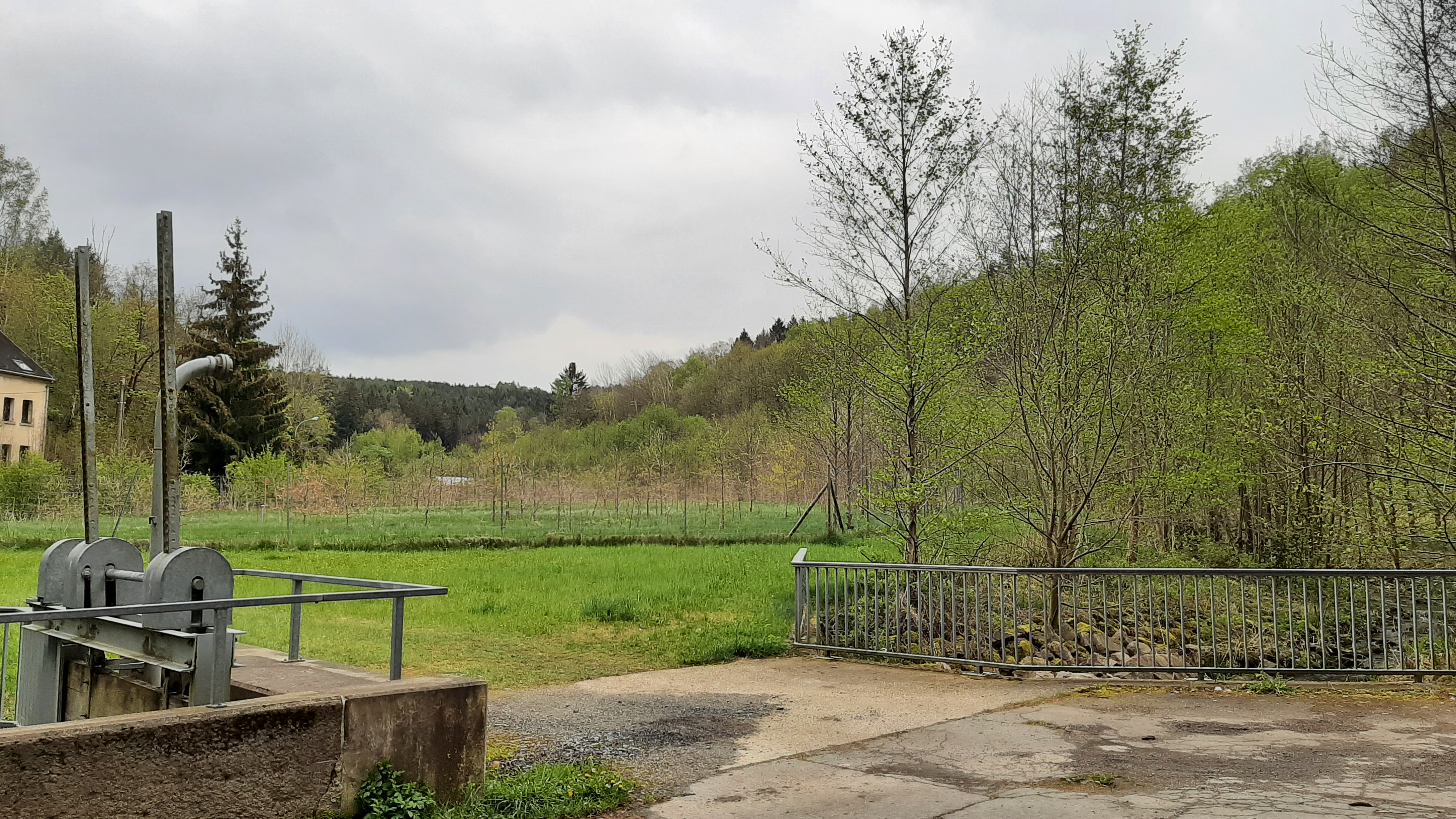
Ehemaliges Betriebsgelände mit neuer Bepflanzung nach dem Abriss 2009: Im Vordergrund ein Wehr des Wernesbaches
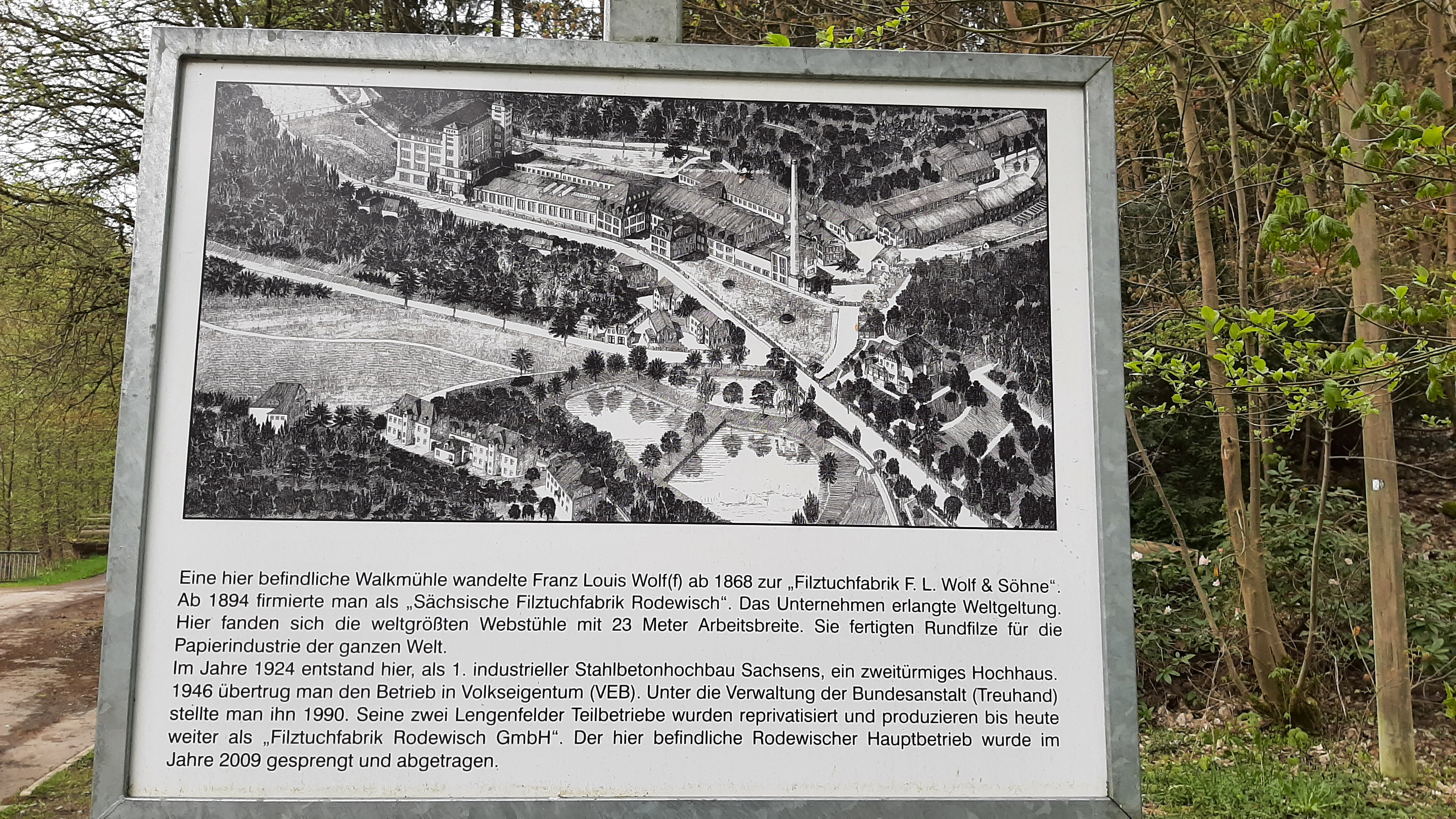
Informationstafel am ehem. Betriebsgelände
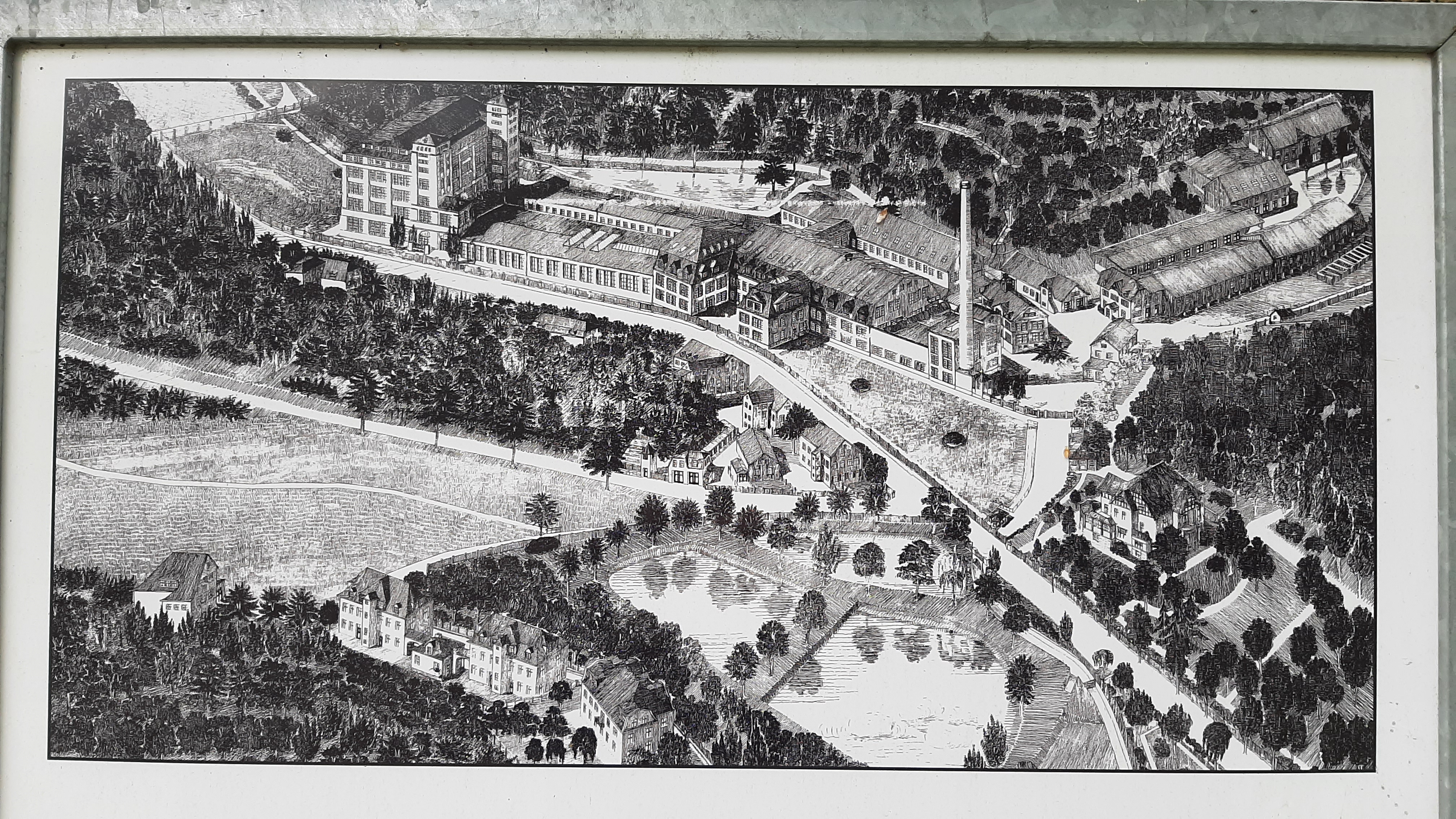
Bild des Fabrikgeländes: Im rechten unteren Quadranten die Wolffsche Villa
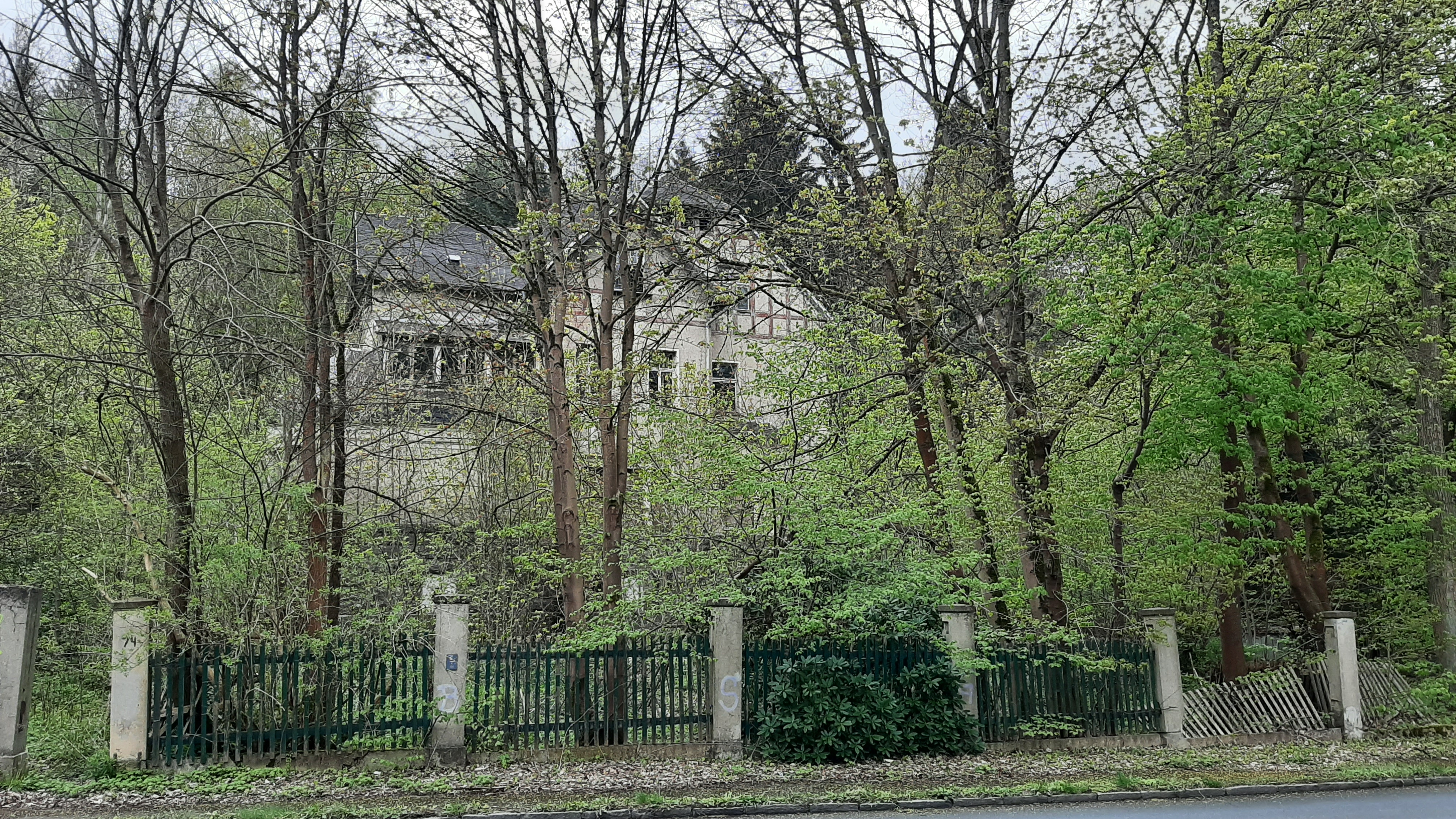
Frontansicht der Villa (2024)
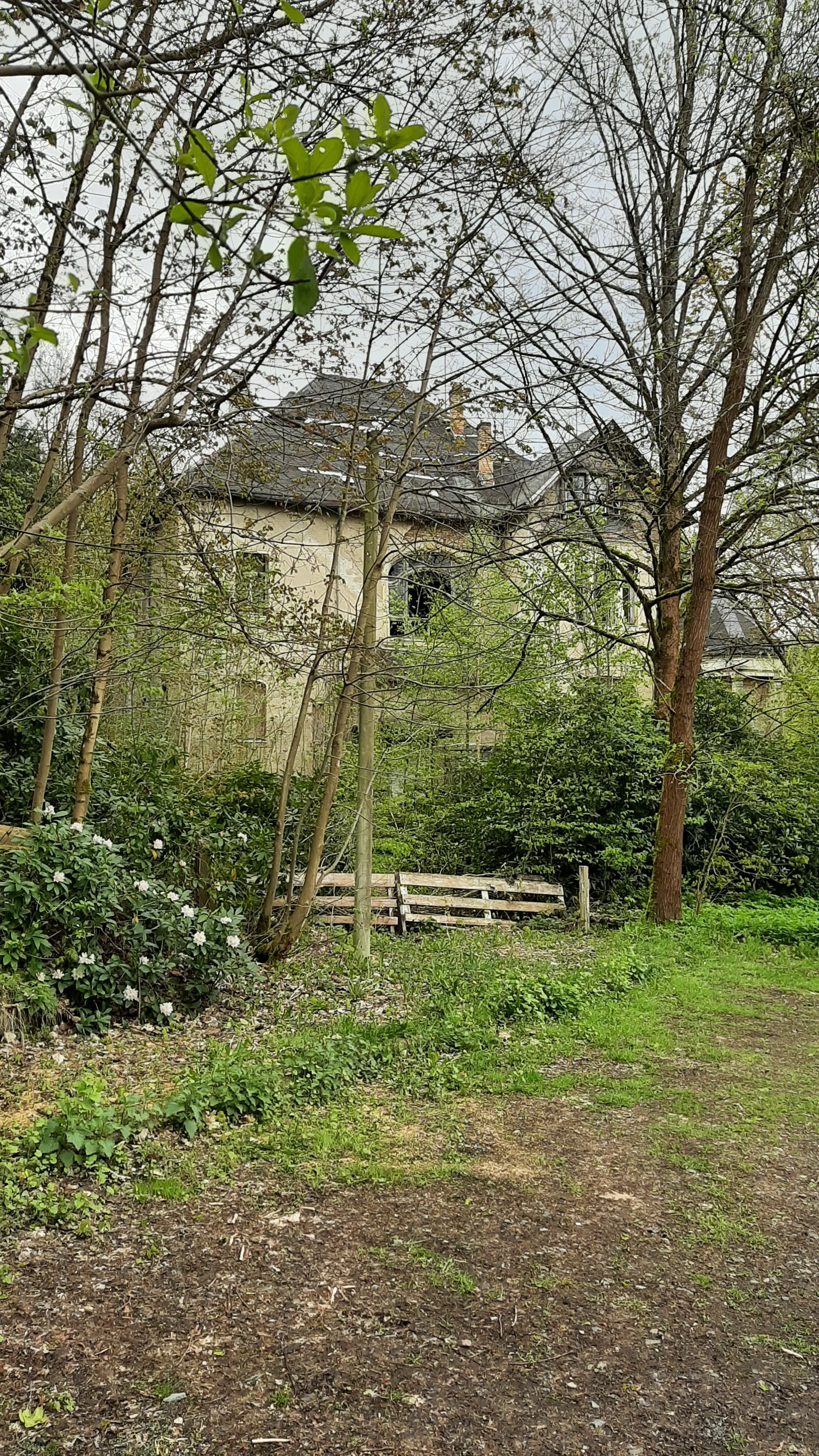
Hinteransicht der Villa (2024)

## Heute
Nach der Wende wurde die Firma am 1. April 1990 in Filztuchfabrik Rodewisch GmbH  umbenannt. Entgegen ihres Namens ist der Firmensitz nicht in Rodewisch, sondern in Lengenfeld. Durch Fusionen blickt die heutige Firmen auf die Historie mehrere Betriebe im Ostvogtland zurück, wobei die der Rodewischer Fabrik, allein schon wegen knapp 140-jähriger Firmengeschichte, als die bedeutendste scheint. Unter anderem zählt zu den Vorgängerunternehmen auch die „Vogtländische Filztuchfabrik Weihmüller & Holz Lengenfeld – Waldkirchen i.V.“ 
Die heutige Firma stellt Filze, gewebte Siebe, Spiralsiebe und benadelte Spiralsiebe beispielsweise im Bereich der Bergbau-, Hygiene- und Lebensmittelanwendungen oder der Umwelttechnik her. Das Werk beschäftigt 53 Personen und hat heute einen Umsatz von weniger als 10 Mio. Euro.
Das gesamte Werk in Rodewisch ist abgebrochen; die oben dargestellte Villa steht heute als ortshistorisches und baugeschichtliches Denkmal unter Schutz (vgl. Liste der Kulturdenkmale in Rodewisch; Denkmalnummer: 08985729).

## Belege
1. 1 2  SLUB Dresden: Die Groß-Industrie des Königreichs Sachsen in Wort und Bild. Abgerufen am 20. April 2024 (deutsch).
2. 1 2  Historie | Filztuch Rodewisch. Abgerufen am 20. April 2024.
3. ↑  Gerd Bertele, Wolfgang Schwarzer: Das alte Rodewisch auf 111 hundertjährigen Ansichtskarten mit Rützengrün, Röthenbach und dem Steinberg. Hrsg.: Gerd Bertele, Wolfgang Schwarzer. 1. Auflage. Rodewisch Juni 2023.
4. ↑  Branchen | Filztuch Rodewisch. Abgerufen am 20. April 2024.
5. ↑  Filztuchfabrik Rodewisch. Abgerufen am 20. April 2024.

Koordinaten: 50° 31′ 51″ N, 12° 26′ 18,5″ O